# Viljo Vellonen
Viljo Vellonen (24 mars 1920 – 5 février 1995) est un ancien fondeur finlandais.

## Championnats du monde
- Championnats du monde de ski nordique 1950 à Lake Placid 
  -  Médaille d'argent en relais 4 × 10 km.